# Fietsenstalling Mahlerplein
De Fietsenstalling Mahlerplein is een ondergrondse fietsenstalling in Amsterdam-Zuid.
Met de bouw van fietsenstalling onder het Gustav Mahlerplein in het gebied van de Zuidas werd een voorschot genomen op de ontwikkeling van het gebied rondom Station Amsterdam Zuid tot een groter verkeersknooppunt. Om te voorkomen dat fietsen van forenzen etc. gestald werden in de openbare ruimte werden ondergrondse fietsenstallingen in de omgeving gebouwd. Met Fietsenstalling De Vijfhoek en Fietsenstalling Zuidplein (beide ten noorden van het station) vormt de zuidelijk gelegen Fietsenstalling Mahlerplein de gelegenheid die openbare ruimten vrij te houden van allerlei rijwielen en de veiligheid en beheermogelijkheden te vergroten.
ZJA ontwierp in 2014 samen met Ballast Nedam een ondergrondse fietsenstalling voor 3000 fietsen. Het plan werd echter niet gerealiseerd. Het ontwerp van Paul van der Ree (specialist in stallingen) van StudioSK, onderdeel van Movares, werd in samenwerking met de Koninklijke BAM Groep wel uitgevoerd. Het werd uitgevoerd in het kader van het project Zuidasdok. De fietsenstalling kon op 11 juli 2016 in gebruik worden genomen. Een vrij ontwerp was het echter niet. Vanwege de projectstructuur van Zuidasdok lag de ruimte-indeling boven de grond al vast, net zoals de plekken waar in- en uitgangen moesten komen. In de ruimte onder het plein wisten de ontwerpers een langgerekte ruimte van 100 bij 30 meter te plaatsen. In eerste instantie dacht men aan een bibliotheekstructuur (centrale gang leiden naar de haaks daarop staande rekken), maar dat verhoogde de veiligheid en overzichtelijkheid niet. Daarop werd gekozen voor een vanuit de roltrottoirs te bereiken centraal gelegen landingsplatform met toezichtkantoortje, dat aangegeven is door een verlichte ring in het plafond en afbeeldingen van componisten op de zuilen. Om dat uitzicht te vergroten staan op dat platform alleen fietsrekken op de grond. Vanuit dat platform zijn dan de fietsenrekken te bereiken van twee verdiepingen hoog. Nadat de paalfundering geslagen was, werd eerst het dak gebouwd, zodat werkzaamheden boven de grond door konden gaan. Vervolgens werd de grond onder het dak afgegraven en de vrijgekomen volgebouwd. Tegelijkertijd werd er gebouwd aan een wateropvangreservoir van 750 m³ en een compleet leidingensysteem.

## Afbeeldingen

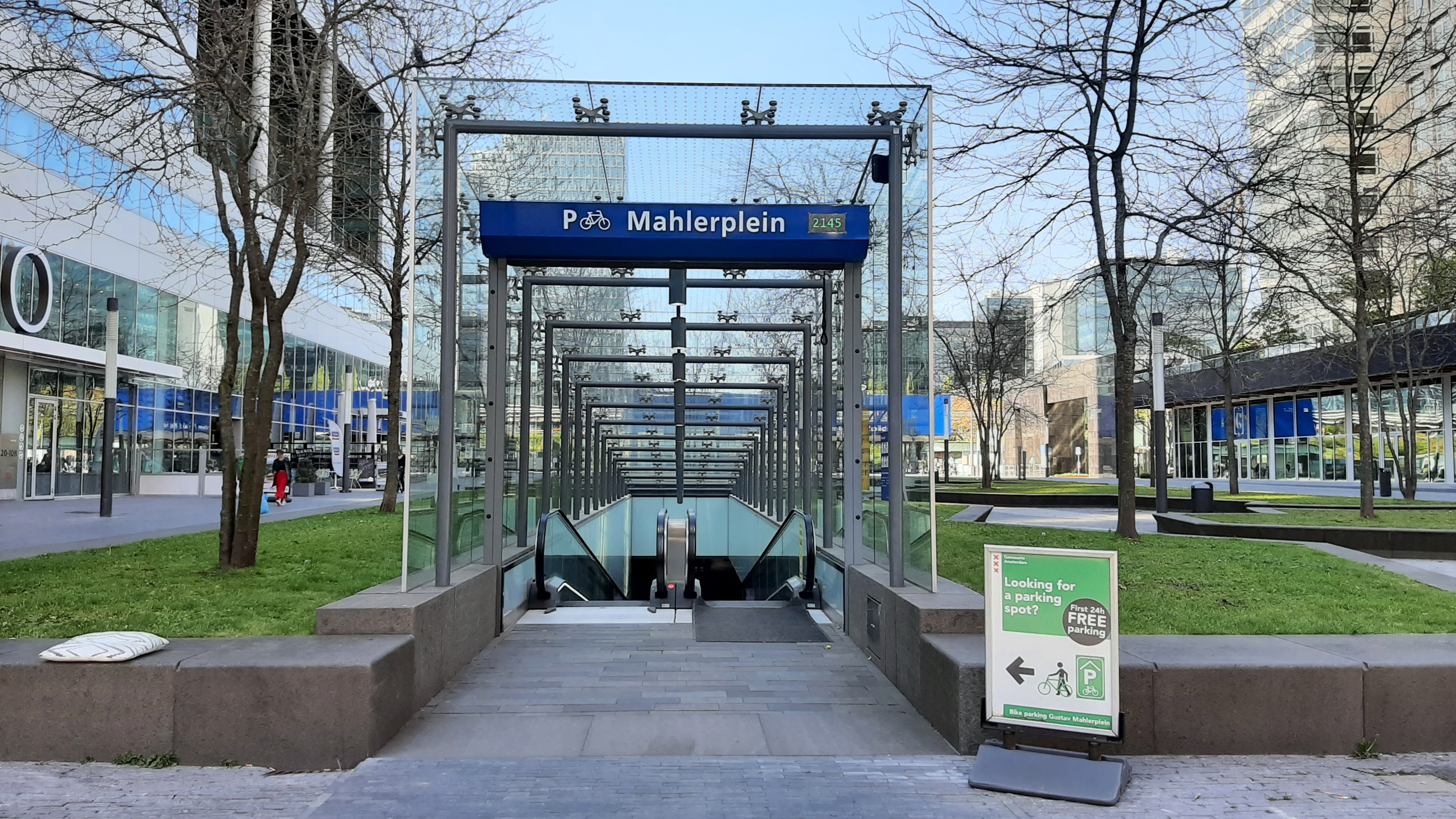
Ingang (mei 2021)
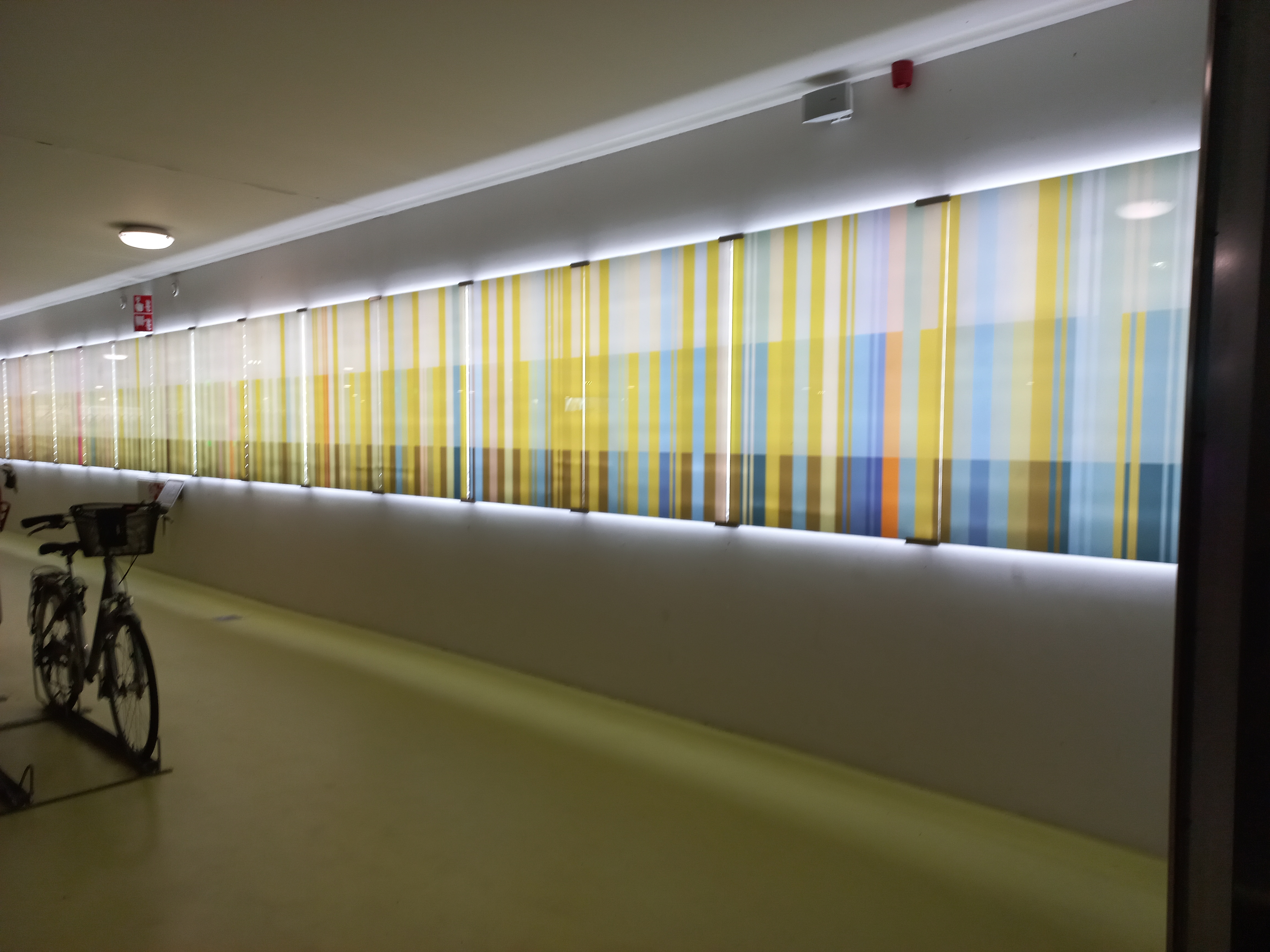
Een van de lichtstroken (juli 2023)
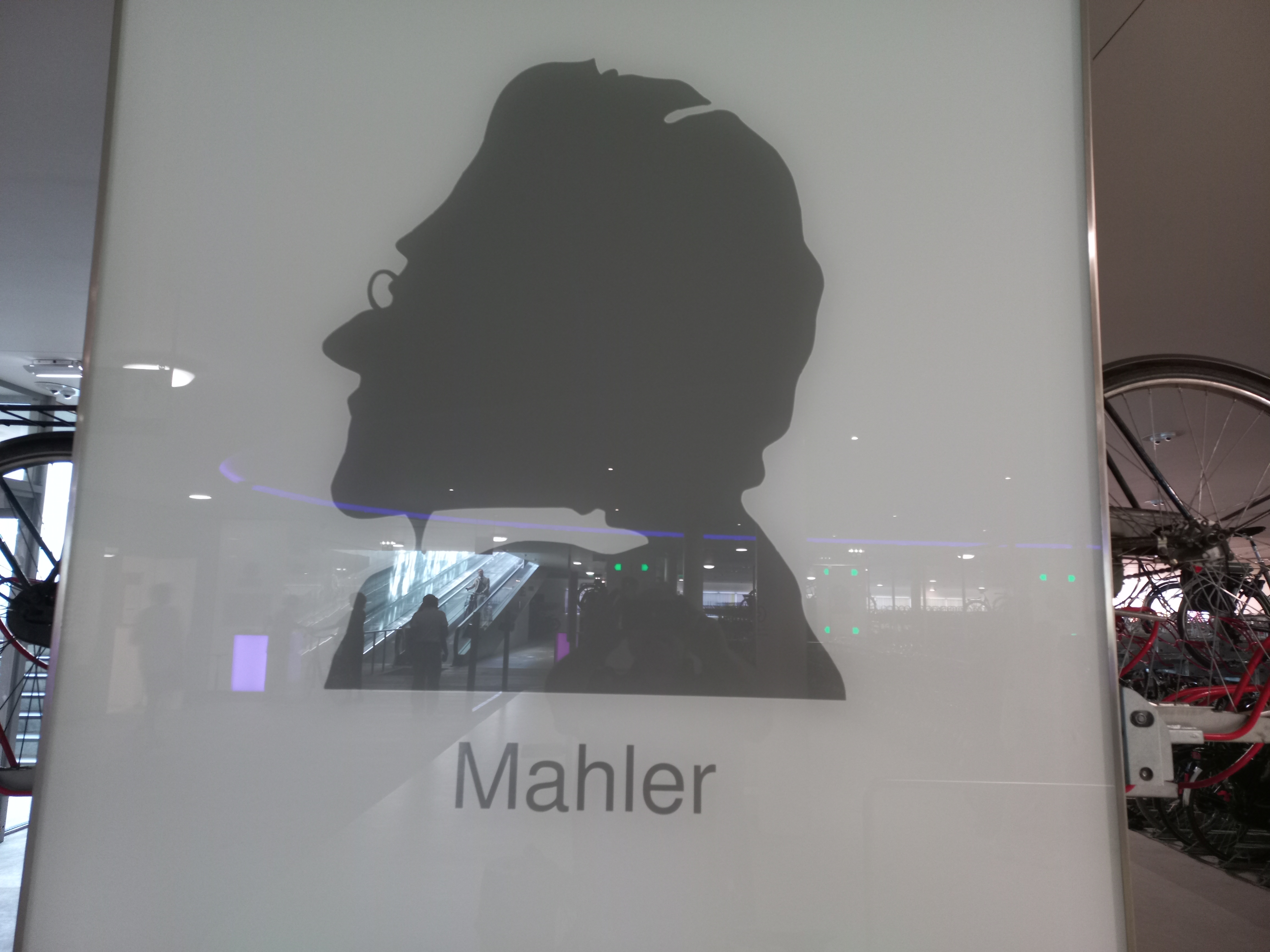
Naamgever Gustav Mahler (juli 2023)